# 에카퇴르주

에카퇴르 주의 위치

에카퇴르주(프랑스어: Équateur)는 콩고 민주 공화국 서부에 위치한 주로 주도는 링갈라이며 면적은 103,902km2, 인구는 1,626,606명(2005년 기준), 인구 밀도는 16명/km2이다.
2006년에 개정되어 2015년에 시행된 콩고 민주 공화국 헌법에 따라 에카퇴르 주에서 분리되어 신설되었다. 북쪽으로는 남우방기 주, 북동쪽으로는 몽갈라 주, 동쪽으로는 추아파 주, 남쪽으로는 마이은돔베 주와 접하며 서쪽으로는 콩고 공화국과 국경을 접한다.

## 같이 보기
- 에카퇴르주 (1966년)